# Burlington Northern Railroad

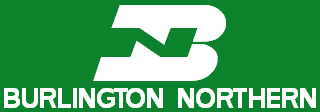
Logo der Burlington Northern

Die Burlington Northern Railroad (BN), bis 1981 Burlington Northern Inc., war eine US-amerikanische Eisenbahngesellschaft mit Sitz in Saint Paul (Minnesota). Sie entstand 1970 und existierte bis zum Jahre 1995. Ihr Liniennetz erstreckte sich vom Golf von Mexiko über den Mittleren Westen und die nördlichen Rocky-Mountain-Staaten bis zum Pazifik. Sie war während der längsten Zeit ihres Bestehens die streckenlängste Eisenbahngesellschaft in Nordamerika.

## Streckennetz

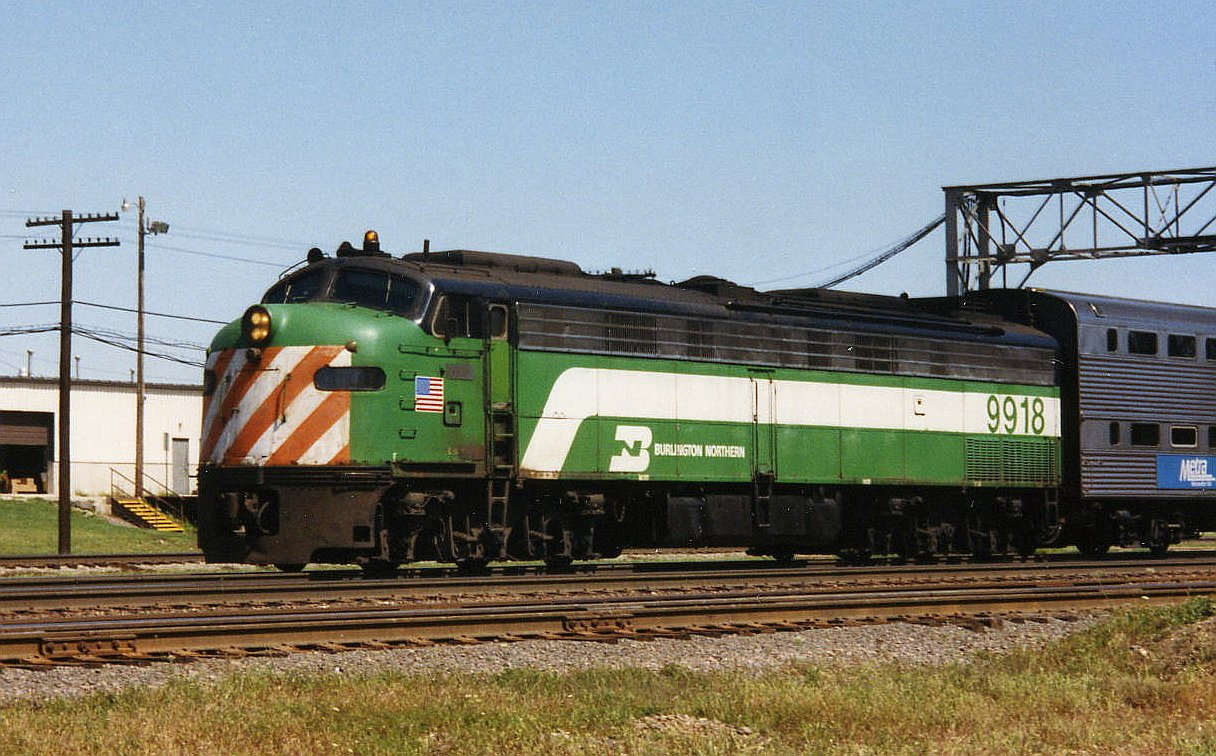
BN war auch im Chicagoer Nahverkehr aktiv

Die Hauptlinie der ehemaligen BN beginnt in Chicago und führt in nordwestlicher Richtung über La Crosse (Wisconsin) und Minneapolis-St. Paul nach Grand Forks. Von hier führt sie weiter westwärts durch die Staaten North Dakota, Montana und Idaho nach Spokane, WA, wobei in Montana der Marias Pass überquert wird. In Spokane trennt sich die Strecke in einen Ast nach Portland (Oregon) und einen nach Seattle und Vancouver. Nach Süden reicht die Strecke von Billings (Montana) über Denver, Amarillo, Fort Worth/Dallas bis nach Houston/Galveston. Weitere Nord-Süd-Routen führen von Chicago nach Kansas City, Oklahoma City, Memphis (Tennessee) sowie bis nach Birmingham (Alabama) und Mobile. Dazu kommt noch die West-Ost-Strecke Denver – Lincoln (Nebraska) – Chicago.

## Geschichte

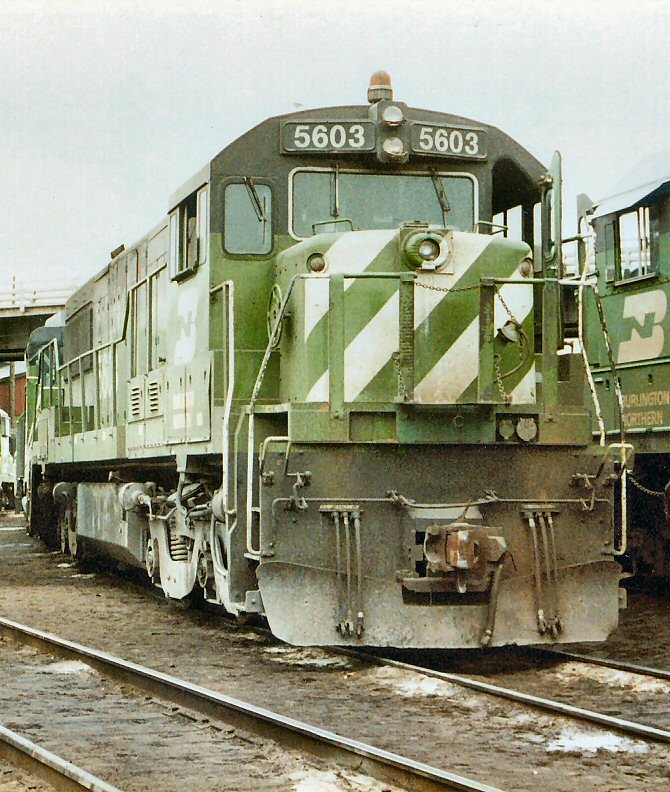
GE U25C #5603 in Denver, 1978

Die Burlington Northern Inc. wurde am 2. März 1970 durch die Fusion der Great Northern Railway, der Northern Pacific Railway, der Chicago, Burlington and Quincy Railroad und der Spokane, Portland and Seattle Railway gebildet. Diese Fusion ging auf erste Versuche aus der Zeit von James J. Hill um 1901 zurück. Der Unternehmenssitz der Great Northern und der Northern Pacific war im gleichen Gebäude in St. Paul. Die Gesellschaften nutzten jeweils unterschiedliche Seiten des Gebäudes 180 East 5th Street.
1980 kaufte die Burlington Northern die St. Louis – San Francisco Railway. 1980/1981 wurde im Rahmen einer Unternehmensumgestaltung die Burlington Northern Inc. zur Burlington Northern Railroad umbenannt. Gleichzeitig wurde die neu geschaffene Muttergesellschaft Burlington Northern Holdings zur Burlington Northern Inc. Ein Jahr später zog die Muttergesellschaft Burlington Northern Inc. nach Seattle und 1988 ins texanische Fort Worth um. 1981 wurde die Colorado and Southern Railway integriert und 1983 die Fort Worth and Denver Railway. In der Folgezeit rationalisierte die Gesellschaft ihr Streckennetz, in dem sie unwirtschaftliche oder doppelte Strecken stilllegte oder verkaufte. So wurde unter anderem die ehemalige Northern Pacific-Hauptstrecke zwischen Huntley, Montana und Sandpoint, Idaho an die Montana Rail Link verkauft. Mit der Erschließung der Kohlevorkommen im Powder River Basin stieg die Gesellschaft zu einem der wichtigsten Transportunternehmen für Kohle auf. 1995 fusionierte die Burlington Northern mit der Atchison, Topeka & Santa Fe zur Burlington Northern  Santa Fe Railway und bildete so die, nach Streckenkilometern gemessen, größte Bahngesellschaft der Vereinigten Staaten.

## Unternehmensleitung

### Präsidenten
- Louis W. Menk (2. März 1970 – 1. Mai 1971)[1]
- Robert W. Downing (1. Mai 1971 – 1. Januar 1976)[2][3]
- Norman Lorentzsen (1. Januar 1976 – 17. Juli 1985)[4][5]
- Darius W. Gaskins Jr. (17. Juli 1985 – 1. Januar 1989)[6]
- Gerald Grinstein (1. Januar 1989 – 22. September 1995)[7]
- Robert D. Krebs (22. September 1995 – 31. Dezember 1996)

## Farbschema
Das obere Viertel der BN-Lokomotiven war schwarz lackiert, der Rest grün mit einem weißen BN-Logo. Oftmals war die Front der Lokomotiven auch weiß schraffiert, um die Sichtbarkeit zu erhöhen.